# Digama pandaensis
Digama pandaensis is een vlinder uit de familie spinneruilen (Erebidae). De wetenschappelijke naam is voor het eerst geldig gepubliceerd in 1935 door Romieux.
De soort komt voor in tropisch Afrika.